# Glenea flavovittata
Glenea flavovittata là một loài bọ cánh cứng trong họ Cerambycidae.